# Station Nijverdal West
Station Nijverdal West is een voormalig tijdelijk spoorwegstation in de Nederlandse plaats Nijverdal aan de lijn Zwolle - Almelo.
Het werd gebouwd bij het zwem-, sport- en zorgcentrum Het Ravijn en was een tijdelijke voorziening die in gebruik was voor het treinverkeer van 14 december 2009 tot 3 maart 2013. Door Rijkswaterstaat was een loopbrug over de weg en de spoorlijn gebouwd, die na 2013 eigendom werd van de gemeente Hellendoorn en die misschien als oversteek voor de Regge dienst gaat doen. De gemeente heeft een fietsenstalling en een parkeerplaats aangelegd.
Het tijdelijke station werd aangelegd vanwege de Salland-Twentetunnel, waarbij de weg en het spoor door Nijverdal in een tunnel werden gelegd. Hierdoor was er meer dan drie jaar lang geen doorgaande spoorverbinding in Nijverdal, en konden treinen uit Zwolle station Nijverdal niet bereiken. Door een tijdelijk station te openen in het westen van Nijverdal konden er tijdens de bouw van de tunnel treinen blijven rijden tussen Zwolle en Nijverdal West.
Tussen de beide Nijverdalse stations werden bussen ingezet. Deze busdienst werd uitgevoerd door Syntus, onder lijnnummer 96. De dienst werd uitgevoerd van Rijssen naar Nijverdal West, waar de bussen op de treinen wachtten, en vervolgens werd er verder gereden naar station Nijverdal.

## Treinverbinding
De volgende treinserie stopte te Nijverdal West:
| Serie | Treinsoort    | Route                                | Bijzonderheden |
| ----- | ------------- | ------------------------------------ | -------------- |
| 7900  | Sprinter (NS) | Zwolle – Almelo – Hengelo – Enschede |                |